# Сфер Босфорски
Сфер Босфорски (стгрч. Σφαιρος Σφαιρος) (око 285. п. н. е. - око 210. п. н. е.) - старогрчки стоички филозоф. Пореклом са Црног мора, по свој прилици из Пантикапеја.
У његово време на Криму је постојало неколико филозофских школа. Студирао је код Зенона из Китиума, затим, вероватно, код Клеанта. Предавао је у Спарти, где је био саветник Клеомена III. Касније се преселио у Александрију (вероватно заједно са протеривањем Клеомена 222. п. н. е.), где је живео на двору Птоломеја IV Филопатора. Сфер је био поштован међу стоицима због тачности својих дефиниција.
Према Диогену Лаертију, Сфер Босфорски је аутор следећих дела:
- Περι κοσμου δυο - О универзуму (две књиге)
- Περι στοιχειων - О елементима
- [Περι] σπερματος - О изворима
- Περι τυχης - О срећи
- Περι ελαχιστων - О малим стварима
- Προς τας ατομους και τα ειδωλα - Против атома и слика
- Περι αισθητηριων - О осећањима
- Περι Ηρακλειτου πεντε διατριβων - О Хераклиту (пет предавања)
- Περι της ηθικης διαταξεως - О структури етике
- Περι καθηκοντος - О дужности
- Περι ορμης - О импулсу
- Περι παθων δυο - О страстима (две књиге)
- Περι βασιλειας - О краљевству
- Περι Λακωνικης πολιτειας - О изградњи Лакедемона
- О Ликургу и Сократу.
- Περι νομου - О закону
- Περι μαντικης - О предвиђању
- Διαλογους ερωτικους - Дијалози о љубави
- Еретријански филозофи
- Περι ομοιων - О таквим стварима
- Περι ορων - О терминима
- Περι εξεως - О навикама
- Περι των αντιλεγομενων τρια - О противречностима (три књиге)
- Περι λογου - О расуђивању
- Περι πλουτου - О благостању
- Περι δοξης - О слави
- Περι θανατου - О смрти
- Τεχνης διαλεκτικης δυο - Уметност дијалектике (две књиге)
- Περι κατηγορηματων - О изјавама
- Περι αμφιβολιων - О двосмислености
- Επιστολας - Писма